# 久保田正文 (仏教学者)
久保田 正文（くぼた しょうぶん、1896年12月25日 - 1986年7月31日）は、日本の宗教社会学者・仏教学者、立正大学仏教学部元教授。名誉教授。日蓮宗の僧。

## 経歴
新潟県生まれ。1924年、東京帝国大学文学部社会学科卒業。1926年、ロンドン大学で社会学を専攻。1930年、立正大学文学部教授。1960年、「宗教集団の社会学的研究」により、日本大学文学博士。1973年、立正大学名誉教授。

## 著書
- 『法華経講話  現代聖典講話』河出書房 1955
- 『社会学』明治大学出版部 1958 10版
- 『妙法蓮華経 仏教の聖典』宝文館 1960
- 『法華経新講』大法輪閣 1961
- 『仏教社会学』日新出版 1962
- 『日蓮 その生涯と思想』講談社現代新書 1967
- 『日蓮聖人御伝』大法輪閣 1967
- 『法華経に聞く』教育新潮社 1967
- 『法華経を語る』日新出版 1970
- 『法華経と日蓮聖人』第一書房 1976
- 『立正大師日蓮聖人 立正大学と日蓮聖人』立正大学父兄会 1978

### 共著
- 小林一郎『法華経大講座』全11巻 増補 日新出版 1962-65
- 『法華経入門』編著 日新出版 1966
- 小林一郎『日蓮聖人遺文大講座』全4巻 増補 日新出版 1966-69

### 記念論文集
- 『宗教社会学とその周辺 久保田正文博士喜寿記念論文集』日新出版 1975